# 676 Melitta
A 676 Melitta egy a Naprendszer kisbolygói közül, amit Philibert Jacques Melotte fedezett fel 1909. január 16-án.